# النور کوپولا
النور جسی کوپولا (انگلیسی: Eleanor Jessie Coppola، پیش از ازدواج نیل؛ ۴ مهٔ ۱۹۳۶ – ۱۲ آوریل ۲۰۲۴) فیلم‌ساز مستند، هنرمند و نویسندهٔ آمریکایی بود. او از ۱۹۶۳ تا زمان مرگش همسر فیلم‌ساز فرانسیس فورد کوپولا بود. از فیلم‌های وی می‌توان به مستند کانون‌های تاریکی: آخرالزمان یک فیلمساز اشاره کرد.